# Walter Espec
Walter Espec (... – 1153) è stato un militare e giurista inglese.
Fu un personaggio di spicco del regno di Enrico I di Inghilterra.

## Biografia

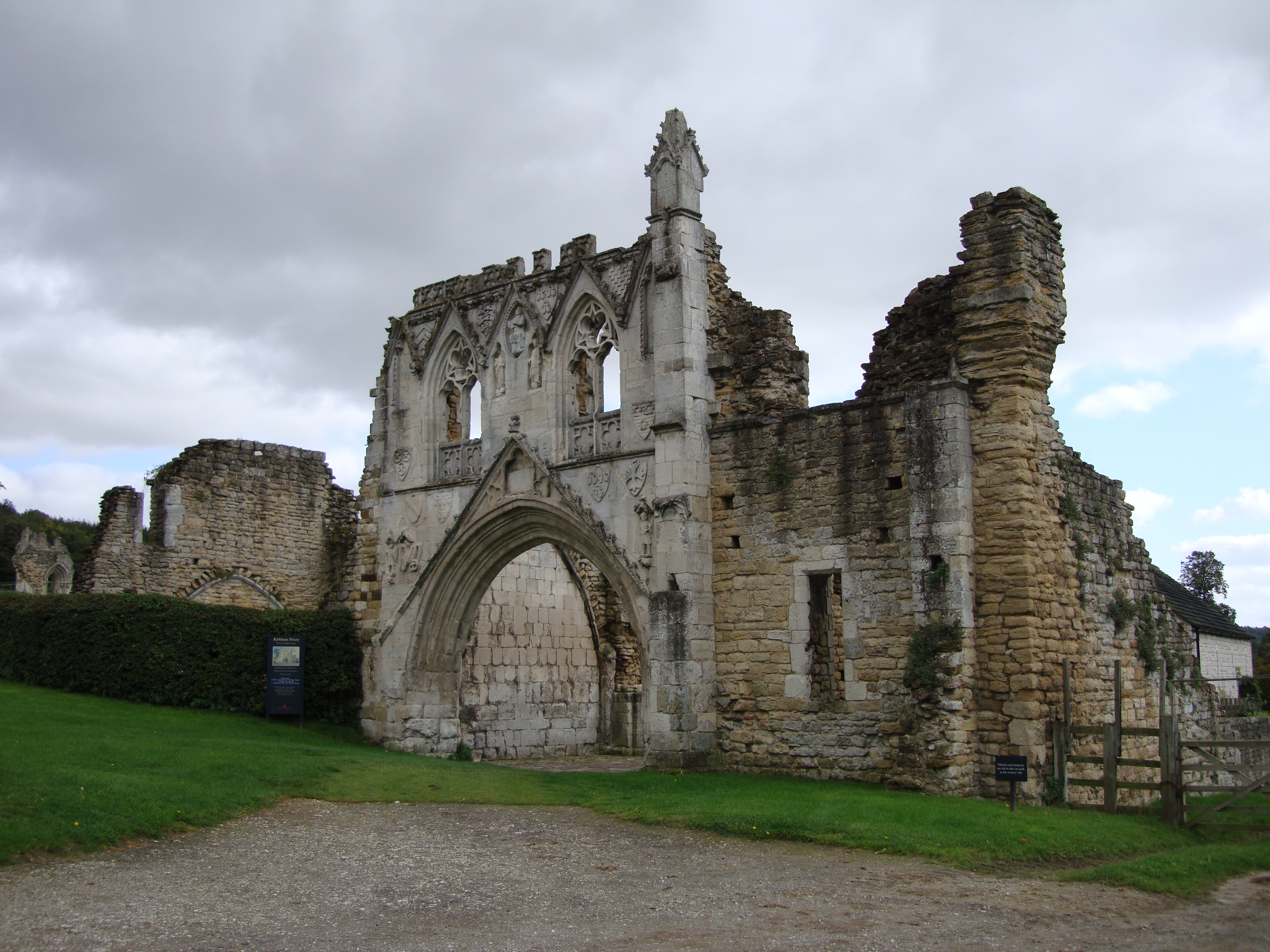
Priorato di Kirkham, North Yorkshire, Inghilterra

Walter Espec succedette a suo padre William Speche nei possedimenti del Bedfordshire.
Negli anni fino al 1120, assieme a Eustace fitz John controllava il nord dell'Inghilterra.
Ottenne, probabilmente dal re, numerose terre, principalmente situate nei dintorni dei castelli da lui fatti edificare di Helmsley (Yorkshire) e Wark (Northumberland), divenendo così una delle personalità più influenti del territorio.
In tarda età, quando era Alto sceriffo dello Yorkshire, combatté contro gli scozzesi nella Battaglia dello Stendardo nel 1138.
Secondo lo storico Christopher Tyerman, il contributo più significativo di Walter Espec resta il suo patronato dei nuovi ordini religiosi. 
Siccome non aveva discendenza, egli consacrò le sue fortune.
Fondò il priorato agostiniano di Kirkham (Yorkshire, 1121/22) e successivamente l'Abbazia cistercense di Rievaulx (Yorkshire, 1132).
A questa Abbazia donò 4 km2 di terre ed è ampiamente ritenuto che a lui sia dovuto l'arrivo dei cistercensi in Inghilterra. 
Verso il 1135-1136, fondò anche l'abbazia di Warden (Wardon) nel Bedfordshire, una filiazione di Rievaulx.
La data di morte di Walter Espec non è nota. Secondo una fonte dubbia, sarebbe divenuto monaco a Rievaulx verso il 1153 e sarebbe morto e sepolto il 15 marzo 1155. Gli storici ritengono che potesse essere ancora vivo tra il 1147 e l'ottobre 1153, quando suo nipote Robert de Ros conferma le sue donazioni a Rievaulx.

### Famiglia
Suo padre era probabilmente William Speche, un seguace di Guglielmo I di Inghilterra, attivo nel 1086, un normanno proveniente dalla parte occidentale del Ducato di Normandia; forse William potrebbe essere stato lo zio materno.
Walter Espec aveva tre sorelle, chiamate Hawise (Agnese), Aubrey e Adelina, che sposarono rispettivamente Guillaume de Bussei, Geoffroy II de Trailli e Pierre de Ros. 
Aveva uno zio di nome Guillaume che divenne il primo priore di Kirkham, dopo esser stato rettore di Garton (Yorkshire) e canonico del priorato di Nostell (Yorkshire).
Sposò Adeline, di parentela sconosciuta.
Nel 1158, i suoi eredi, che erano i figli delle sue tre sorelle, erano in possesso delle sue terre. Guillaume de Bussei e Geoffroy de Trailli si spartirono le terre del Bedfordshire, mentre Robert de Ros ottenne quelle dello Yorkshire e del Northumberland.